# 분뇨로토끼
분뇨로토끼 또는 서아프리카토끼(Poelagus marjorita)는 토끼과에 속하는 포유류의 일종이다. 분뇨로토끼속(Poelagus)의 유일종이다. 서아프리카에서 발견되며, 주요 서식지는 습기가 있는 사바나 지역이며 바위가 땅 위로 노출된 암반 지역에서도 종종 발견된다.